# Eduard Hermann (Leichtathlet)
Eduard Hermann (* 10. Juli 1887 in Gemeinde Sootaga, Kreis Dorpat, Gouvernement Livland (heute Estland); † 8. Februar 1960 in Chatswood, New South Wales, Australien) war ein estnischer Geher.
Eduard Hermann begann 1911 mit dem Gehsport. Bei einem Wettbewerb über 10.000 m in Riga kam er als Erster ins Ziel und wurde daraufhin als Mitglied der russischen Mannschaft zu den Olympischen Spielen 1912 in Stockholm geschickt. Über 10.000 m kam er jedoch nicht ins Ziel.
Acht Jahre später in Antwerpen startete Hermann für das seit 1918 unabhängige Estland. Sowohl im Wettkampf über 3000 m als auch über 10.000 m wurde er jeweils in der ersten Runde disqualifiziert.
Nach den Olympischen Spielen von Antwerpen begann Hermann sich für den Boxsport zu interessieren und trat dem Boxclub VS Sport in Tallinn bei. 1926 wanderte er nach Australien aus und arbeitete dort als Farmer.